# Starter contre les casseurs
Starter contre les casseurs est la deuxième histoire de la série Starter de Jidéhem. Elle a été publiée pour la première fois dans le no 1208 du journal Spirou. Le scénario est imaginé par Yvan Delporte. 
L'album met en scène Starter, secondé du mécanicien Pipette. Alors que Starter est arrêté au garage, il est témoin des menaces subies par le garagiste et se retrouve mêlé à une affaire d'escroquerie à l'assurance. 